# Ranunculus acaulis
Ranunculus acaulis DC. – gatunek rośliny z rodziny jaskrowatych (Ranunculaceae Juss.). Występuje naturalnie w australijskim stanie Tasmania, w Nowej Zelandii oraz na wyspie Chatham.

## Morfologia
PokrójBylina o mięsistych pędach. Nie ma pozornej łodygi na ziemią. Wypuszcza korzenie przybyszowe.
LiścieSą trójlistkowe lub mają potrójnie klapowany kształt. Mają 1–2 cm średnicy. Są całobrzegie, klapowane lub ząbkowane. Ogonek liściowy jest nagi i ma 2,5–5 cm długości.
KwiatySą pojedyncze. Pojawiają się na końcówkach pędów. Dorastają do 6–9 mm średnicy. Ma 5działek kielicha, które mają owalny kształt. Mają od 5 do 8 płatków o łyżeczkowatym kształcie i żółtej barwie.
OwoceNagie niełupki o jajowatym kształcie. Zebrane w kulistych główkach. Mają 6–9 mm długości.

## Biologia i ekologia
Rośnie na wybrzeżu morza na piaszczystych terenach.